# مجموعة ميثيل

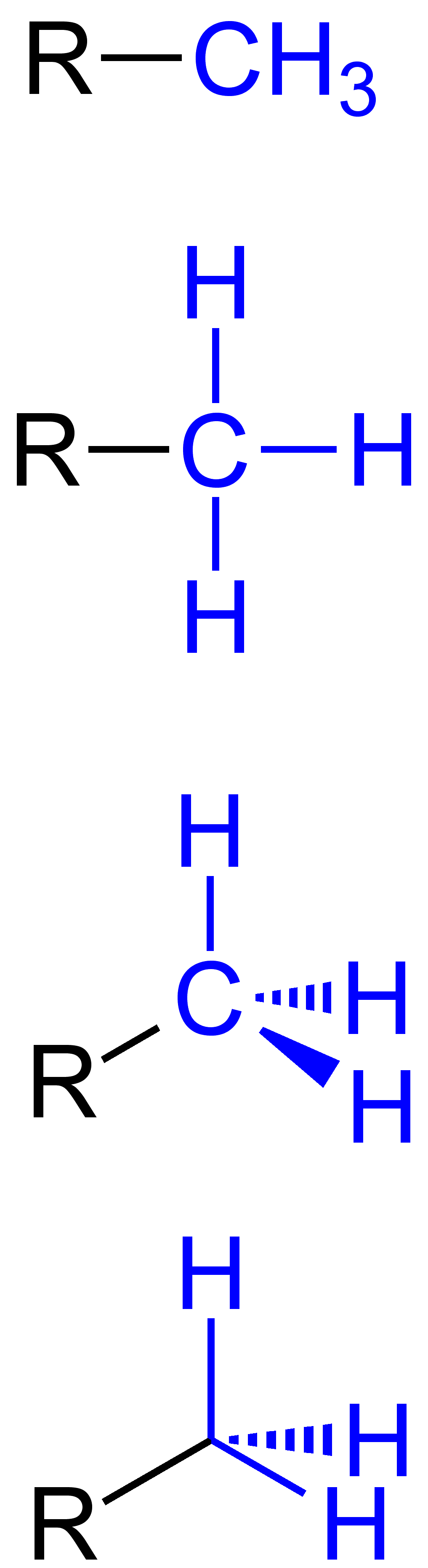
مجموعة ميثيل باللون الأزرق بأشكال مختلفة

 مجموعة الميثيل  أحد أنواع مجموعة الألكيل ذات الصيغة الكيميائية CH3. وكثيراً ما يختصر اسم هذه المجموعة إلى Me. تتواجد هذه المجموعة في الكثير من المركبات العضوية.
تتواجد مجموعة الميثيل في ثلاثة أشكال: أنيون، كاتيون وجذر حر، حيث يمتلك الأنيون 8 إلكترونات تكافؤية، والجذر الحر 7 والكتيون 6. وهذه الأشكال الثلاثة فعالة جداً ونادراً ما تكون منفردة.

## أيونات، كتيونات والجذور الحرة للميثيل

### كاتيون الميثيل
يتواجد كاتيون الميثيليوم (CH3+) في الطور الغازي، ولكن مثل هذا الكاتيون لم يلاحظ. تعدّ بعض المركبات مصادر للـ"CH3+," وهذا التبسيط مستعمل بشكل واسع في الكيمياء العضوية. على سبيل المثال، برتنة الميثانول تعطي كاشف ميثلة باحث عن الالكترونات قوي:
CH3OH + H+ → CH3+ + H2O
كذلك، يعدّ يوديد الميثيل وميثيل ترافليت مكافئات لكاتيون الميثيل لأنها تتفاعل بسهولة بميكانيكية SN2 بواسطة كواشف باحثة عن النواة ضعيفة.

## اقرأ أيضًا
- مثيلة
- مجموعة الميثيلين